# يان بالينغر
يان بالينغر (بالإنجليزية: Ian Ballinger) هو لاعب رماية نيوزيلندي، ولد في 21 أكتوبر 1925 في نيو بلايموث في نيوزيلندا، وتوفي في 24 ديسمبر 2008 في كرايستشرش في نيوزيلندا.

## وصلات خارجية
- يان بالينغر على موقع أوليمبيديا (الإنجليزية)
- يان بالينغر على موقع اللجنة الأولمبية النيوزيلندية (الإنجليزية)
- يان بالينغر على موقع اتحاد ألعاب الكومنولث (مؤرشف) (الإنجليزية)